# Michael Binnewies
Michael Binnewies (* 21. Januar 1947 in Hagen-Haspe; † 4. November 2022) war ein deutscher Chemiker. Er lehrte an der Universität Münster, an der Albert-Ludwigs-Universität Freiburg und war Professor an der Leibniz-Universität Hannover (Institut für Anorganische Chemie).
Binnewies studierte von 1966 bis zum Diplom 1971 Chemie in Münster. 1973 wurde er dort bei Harald Schäfer über gasförmige Halogenidkomplexe promoviert. 1985 habilitierte er sich in Münster und war dort danach Privatdozent. 1988 wurde er Professor in Freiburg und ab 1992 Professor in Hannover.
Er beschäftigte sich vor allem mit Chemie in der Gasphase (Chemischer Transport), reaktiven Molekülen, Hochtemperaturreaktionen, Thermodynamik und Massenspektrometrie.

## Schriften
- Allgemeine und Anorganische Chemie, Spektrum Akademischer Verlag, 2. Auflage 2011
- mit Manfred Jäckel, Helge Willner: Übungsbuch Allgemeine Chemie, Spektrum Akademischer Verlag 2009
- mit Robert Glaum, Marcus Schmidt, Peer Schmidt: Chemische Transportreaktionen, De Gruyter 2011
  - Englische Ausgabe: Chemical vapor transport reactions, De Gruyter 2012
- mit Hans Joachim Berthold: Chemisches Grundpraktikum, VCH 1995
- mit Edgar Milke: Thermochemical data of elements and compounds, Wiley-VCH 1999, 2. Auflage 2002
- Chemie in Glühlampen, Chemie in unserer Zeit, Band 20, 1986, Nr. 5, S. 141–145 (doi:10.1002/ciuz.19860200502)
- Chemische Transportreaktionen, Chemie in unserer Zeit, Band 32, 1998, Nr. 1, S. 15–21 (doi:10.1002/ciuz.19980320104)